# Atyaephyra orientalis
Atyaephyra orientalis е вид десетоного от семейство Atyidae. Видът не е застрашен от изчезване.

## Разпространение и местообитание
Разпространен е в Израел, Йордания, Ирак, Иран, Сирия и Турция.
Обитава сладководни басейни, реки, потоци и канали.